# Jerzy Białek

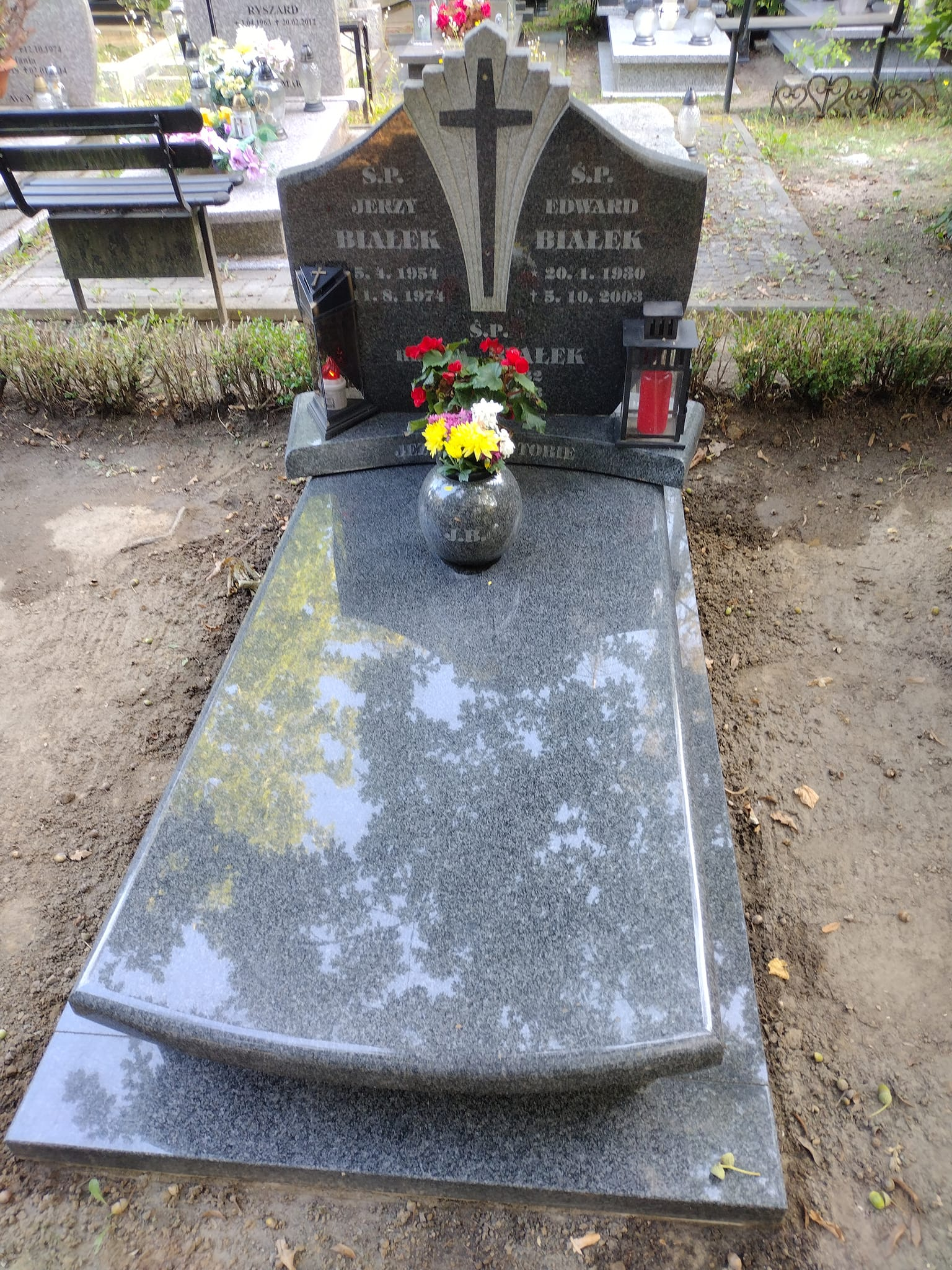
Grób Jerzego Białka na cmentarzu św. Franciszka w Gdańsku

Jerzy Białek (ur. 5 kwietnia 1954, zm. 11 sierpnia 1974 w Rzeszowie) – polski żużlowiec.

## Życiorys
Urodził się 5 kwietnia 1954. Był zawodnikiem GKS Wybrzeża Gdańsk. Karierę rozpoczął w 1971. Po dwóch latach treningów uzyskał licencję żużlową. 11 sierpnia 1974 na torze w Rzeszowie uczestniczył w rozgrywanym od godz. 16 wyjazdowym spotkaniu II ligi Stal Rzeszów - Wybrzeże Gdańsk (43:34), w którym zdobył 9 punktów. Podczas całej rywalizacji uzyskał ex aequo najlepszy czas dnia, przejeżdżając szósty bieg w czasie 76,8 sek.. Już po zakończonym meczu przystąpił do zawodów par o mistrzostwo II ligi. W pierwszym biegu tej rywalizacji jechał w parze z Marynowskim. Po starcie zajmował drugą pozycję za zawodnikiem gospodarzy, Grzegorzem Kuźniarem. Na drugim okrążeniu podczas wejścia w wiraż usiłował wyprzedzić rywala, jednak zawadził kołem o jego motocykl, po czym stracił panowanie nad maszyną i uderzył w drewnianą bandę okalającą tor, odnosząc obrażenia głowy. Został przewieziony do Szpitala Wojewódzkiego w Rzeszowie, gdzie nie odzyskawszy przytomności zmarł tego samego dnia o godz. 21:25 w wyniku obrażeń mózgu. Po jego wypadku zawody o mistrzostwo par zostały przerwane.
14 sierpnia 1974 został pochowany na cmentarzu św. Franciszka w Gdańsku. Jego imieniem rozgrywano memoriał żużlowy w Gdańsku.